# La República de les Lletres
La República de les Lletres, quaderns de literatura, arts i política, fou una revista trimestral, d'orientació republicana i antimonàrquica, que es va publicar a València entre juliol del 1934 i juny del 1936. El seu contingut incloïa poemes, narracions, articles i assaigs sobre temes polítics, històrics, literaris i artístics, i ressenyes de novetats bibliogràfiques en català.
Promoguda per Miquel Duran de València, va ser dirigida per Enric Navarro i Borràs, i acollí col·laboracions de Carles Salvador, els germans Martínez Ferrando (Daniel, Eduard i Ernest), Gabriel Alomar, Joaquim Casas-Carbó, Salvador Donderis i Tatay, Lluís Guarner, Enric Duran i Tortajada, Adolf Pizcueta, Carles Grandó, Martí de Riquer, Pascual Pla y Beltrán, Sebastià Sánchez-Juan, Francesc Bosch i Morata, Vicent Calvo-Acàcio, Eduard López-Chavarri, Francesc Almela i Vives, Manuel Folguera i Duran, Emili Gómez Nadal, Nicolau Primitiu, Enric Soler i Godes, Jordi Valor i Enric Valor, entre d'altres. Els vuit números que va treure (excepte el 7, monogràfic dedicat a la figura de Teodor Llorente) duien la coberta il·lustrada amb un gravat de Josep Renau
Les idees i propostes que recorren les seves pàgines reflecteixen l'enorme efervescència política d'aquells anys i la voluntat col·lectiva de normalització de la cultura valenciana, quan el triomf electoral del Front Popular presagiava condicions favorables per a les cultures nacionals de l'estat espanyol i la possibilitat dels estatuts d'autonomia. En l'editorial del primer número propugnava la creació d'una Confederació de Repúbliques Literàries d'Ibèria, dins de la qual Catalunya, València, Mallorca (Balears) i el Rosselló s'haurien d'unir en una República Literària Federativa de la Llengua Catalana: 
| « | Catalunya, València, Euzcadi, Galícia, són Espanya, són Ibèria, però no són, ni seran mai, Castella. En el decurs de més de dos segles, i encara en l'actualitat, Espanya ha estat sotmesa a l'idioma, a la cultura, a la política i als designis de Castella. En tant Espanya continuï essent absolutament Castella —i una Castella unitarista i unificadora, dominadora, monàrquica o monarquitzant— Catalunya, València, Euzcadi, Galícia, no seran mai Espanya. És un crim contra Natura voler sotmetre a un sol idioma i una sola cultura pobles diversos, amb llengua i cultura pròpies. […] Castella, l'Espanya castellanitzada i unitària, ha provat ja que és incapaç de realitzar la gran obra de la col·laboració harmònica dels pobles d'Ibèria. | » |